# Tomaž Bukovc
Tomaž Bukovc, slovenski glasbenik in dirigent, * 4. julij 1977, Šentjanž pri Dravogradu, † 25. junij 2007, Piran.

## Življenjepis
Nižjo glasbeno šolo je obiskoval v Slovenj Gradcu pri prof. Martinu Šmonu, srednjo glasbeno v Mariboru pri prof. Matjažu Dobrovniku, študij pa nadaljeval na Akademiji za glasbo v Ljubljani pri prof.  Stanku Arnoldu.
V času študija je poučeval na glasbeni šoli Franca Šturma v Ljubljani in na CGV Koper in v tem času opravil tudi avdicijo v Policijskem orkestru, kjer je bil zaposlen do leta 2003, ko se je redno zaposlil  na CGV Koper in Gimnaziji Koper. Med služenjem vojaškega roka je igral z orkestrom Slovenske vojske. Sodeloval je na različnih koncertih v orkestrih, komornih zasedbah in tudi kot solist.
Sodeloval je z Obalnim komornim orkestrom in je vodil Pihalni orkester Izola.
Z učenci in dijaki je uspešno sodeloval na državnih tekmovanjih solistično in v komornih skupinah.
Bil je vodja oddelka za trobila in tolkala na Gimnaziji Koper.